# Onalaska (thị trấn), Wisconsin
Onalaska là một thị trấn thuộc quận La Crosse, tiểu bang Wisconsin, Hoa Kỳ. Năm 2010, dân số của thị trấn này là 5.396 người.